# 잭 라이언
잭 라이언(Jack Ryan)은 톰 클랜시의 소설의 주인공으로 가상의 인물이다. 행동력, 결단력이 있고, 가족을 사랑하는 이상적인 인물로 그려져있다.

## 같이 보기
- 잭 라이언: 코드네임 쉐도우